# Giorgio Amendola
Giorgio Amendola (Roma, 21 de novembre de 1907 - Roma, 5 de juny de 1980) fou un periodista i polític italià.

## Biografia
Va néixer el 21 de novembre de 1907 a Roma, sent fill d'una intel·lectual lituana, Eva Kuhn, i d'un liberal anti-feixista, Giovanni Amendola. La seva joventut estigué marcada per l'assassinat del seu pare a mans de sicaris de Benito Mussolini. Si bé ja militava en col·lectius antifeixistes des de 1924, no fou fins poc després d'aquesta mort, que s'afilià al Partit Comunista Italià (PCI) l'any 1929. Dins del partit fou diputat des del 1948 fins a la seva mort, situant-se com a líder de la seva ala dreta. Es casà amb Germaine Lecocq.
L'any 1967 començà a treballar també com a escriptor. Els llibres més rellevant que va escriure són Comunismo, antifascismo e Resistenza (1967), Lettere a Milano (1973), Intervista sull'antifascismo (amb Piero Melograni, 1976), Una scelta di vita (1978) i Un'isola (1980), considerada la seva millor obra.